# Sent Laurenç de la Devesa
La Devesa Ribèra o Sent Laurenç de la Devesa (en francès Ladevèze-Rivière) és un municipi francès situat al departament del Gers i a la regió d'Occitània.

## Demografia
| 1962                                       | 1968 | 1975 | 1982 | 1990 | 1999 | 2006 |
| ------------------------------------------ | ---- | ---- | ---- | ---- | ---- | ---- |
| 308                                        | 313  | 285  | 261  | 245  | 223  | 227  |
| Des de 1962: població sense dobles comptes |      |      |      |      |      |      |

## Administració
| Període   | Identitat      | Partit |
| --------- | -------------- | ------ |
| 2001-2008 | Guy Castaignon |        |
| 2008-     | Cyril Cotonat  | PS     |